# Los Palacios, Kuba
Los Palacios är en ort i Kuba.   Den ligger i provinsen Provincia de Pinar del Río, i den västra delen av landet, 110 km sydväst om huvudstaden Havanna. Los Palacios ligger 46 meter över havet och antalet invånare är 25 703.
Terrängen runt Los Palacios är platt. Runt Los Palacios är det ganska tätbefolkat, med 58 invånare per kvadratkilometer. Los Palacios är det största samhället i trakten. Omgivningarna runt Los Palacios är en mosaik av jordbruksmark och naturlig växtlighet.